# Konguk Egyetem állomás
Konguk (Konkuk) Egyetem állomás a szöuli metró 2-es vonalának egyik állomása Szöul Kvangdzsin-ku (Gwangjin-gu) kerületében. 1980-ban nyílt meg Hvajang (Hwayang) állomás (화양역) néven, a Konguk (Konkuk) Egyetem állomás nevet 1985-ben kapta.

## Viszonylatok
| 2-es vonal                                      | 2-es vonal | 2-es vonal                                                                  |
| ----------------------------------------------- | ---------- | --------------------------------------------------------------------------- |
| Szongszu (Seongsu) (külső oldal) Városháza felé | fő vonal   | Kui (Guui) (belső oldal) Cshungdzsongno (Chungjeongno) felé                 |
| 7-es vonal                                      |            |                                                                             |
| Gyerekek nagy parkja Csangam (Jangam) felé      | 7-es vonal | Ttukszom (Ttukseom) üdülőtelep Puphjong-ku cshong (Bupyeong-gu cheong) felé |